# فرودگاه گادز لیک ناروز
فرودگاه گادز لیک ناروز (به انگلیسی: Gods Lake Narrows Airport) یک فرودگاه همگانی باربری با کد یاتا YGO است که یک باند فرود صخره‌ای دارد و طول باند آن ۱۰۴۲ متر است. این فرودگاه در کشور کانادا قرار دارد و در ارتفاع ۱۸۸ متری از سطح دریا واقع شده‌است.

## شرکت‌های هواپیمایی و مقصدهای پروازی
| شرکت‌های هواپیمایی  | مقصدهای پروازی                                                    |
| ------------------ | ----------------------------------------------------------------- |
| Perimeter Aviation | گادز ریور، آکسفورد هاوس، تامپسون، وینیپگ جیمز آرمسترانگ ریچاردسون |